# الدوري الأفغاني الممتاز
الدوري الأفغاني الممتاز (بالفارسية: لیگ برتر افغانستان) ، كانت البطولة الرسمية للإتحاد الأفغاني لكرة القدم في أفغانستان ، أسس عام 2012م، كانت تشارك فيه 32 أندية من 7 محافظات، ولكل محافظة له ملعب خاص يلعب به الأندية الأفغانية، وأضيف إليها ناديان لتصبح 34 أندية مشاركة في البطولة المحلية . - 
وبرغم هذا لم تتمكن من الأندية الأفغانية التأهل لبطولة كأس الاتحاد الآسيوي بسبب الأوضاع الأمنية التي تمر بها البلاد، فقد أعلن تسميتها دوري كابول .
في عام 2020 أُعلن رسمياً عن حل الدوري الأفغاني الممتاز واستبداله بدوري أبطال أفغانستان الذي تأسس عام 2021.
وهذا غيرها من الاندية الافغانية ليتاهل البطولة التحدية الاسيوية

## الأندية المشاركة في موسم 2010/2011
- نادي بنك كابل (كابل)
- نادي مسلم خراسان (خراسان)
- نادي نساجي هزارة (هزارة)
- نادي استقلال افغانستان (خراساي)
- نادي مس هراة (هراة)
- نادي اسلام افغاني (كابل)
- نادي صبا مسلم (كابل)
- نادي مخرايه (كابل)

وغيرها .

## وصلات خارجية
- Page at Afghanistan Football Federation